# Златни бандикут
Златни бандикут (Isoodon auratus) је врста сисара торбара из реда Peramelemorphia, присутан у северној Аустралији.

## Распрострањење
Ареал врсте је ограничен на једну државу. Аустралија је једино познато природно станиште врсте.

## Станиште
Станишта врсте су шуме, травна вегетација и пустиње.

## Угроженост
Ова врста се сматра рањивом у погледу угрожености врсте од изумирања.